# Bobby Brown

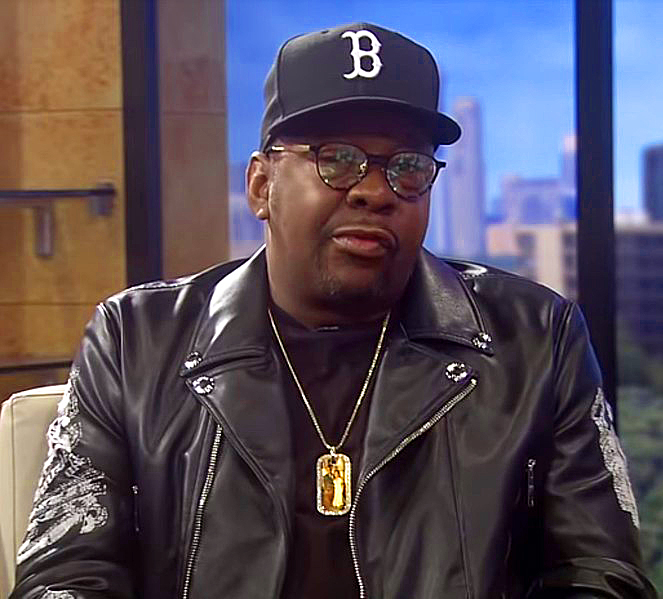
Bobby Brown, 2018

Bobby Brown (* 5. Februar 1969 in Roxbury, Boston, Massachusetts), ist ein US-amerikanischer R&B-Sänger und Gewinner des Grammy Awards für die Sparte Rhythm & Blues (R&B) 1989.

## Leben
Bobby Brown begann seine Karriere 1980 als Mitglied der R&B-Boyband New Edition (Produzent: Maurice Starr). Nach seinem Ausstieg brachte er 1986 sein erstes Soloalbum auf den Markt.
Mit dem Album Don’t Be Cruel gelang Brown im Frühjahr 1988 der Durchbruch als Solokünstler. Auf dem Album befanden sich unter anderem die Hits My Prerogative, Roni, Every Little Step und Rock Wit’ Cha, der mit einem Grammy Award ausgezeichnet wurde. Auch mit den folgenden zwei Alben konnte er Charterfolge vorweisen, darunter die Mitte 1989 veröffentlichte Single On Our Own des Soundtracks zum Film Ghostbusters II. In diesem Film hatte er auch einen Cameoauftritt: Nach der Verhaftung der Geisterjäger und ihrer Fahrt zum Bürgermeister öffnet er ihnen am Rathaus die Tür und fragt nach Protonenpäckchen für seinen kleinen Bruder.
Mitte 1992 heiratete Brown die US-amerikanische R&B-, Soul- und Popmusik-Sängerin, Schauspielerin und Filmproduzentin Whitney Houston. Die turbulente Beziehung war von Vorwürfen häuslicher Gewalt und Drogenmissbrauch geprägt und endete 2007. Aus dieser Ehe stammte die gemeinsame Tochter Bobbi Kristina (1993–2015), die 2015 starb. Aus anderen Beziehungen stammen sechs weitere Kinder. Sein Sohn Bobby Brown Jr. (* 1992) starb im Jahr 2020.
1992 veröffentlichte Brown sein drittes Studioalbum Bobby. Darauf befanden sich Hits wie Humpin’ Around und Good Enough. Im Herbst 1996 landete er beim Comeback seiner ehemaligen Band New Edition mit dem Album Home Again erneut einen weltweiten Erfolg.
2005 trat er beim BET’s 25th Anniversary Special erstmals seit 19 Jahren wieder mit seiner früheren Band New Edition auf. Whitney Houston ließ sich 2007 von Brown scheiden. Sie verfügte über das alleinige Sorgerecht für die gemeinsame Tochter Bobbi Kristina Brown. Brown hat zwei weitere Kinder mit seiner Ex-Freundin Kim Ward und zwei mit seiner Frau Alicia Etheridge.
Von März bis April 2021 nahm Brown als Crab an der fünften Staffel der US-amerikanischen Version von The Masked Singer teil, in der er den achten von insgesamt 14 Plätzen belegte.
In dem 2022 erschienenen Film Whitney Houston: I Wanna Dance with Somebody wird er von Ashton Sanders gespielt.

## Diskografie
Studioalben

| Jahr | Titel                  | Höchstplatzierung, Gesamtwochen, AuszeichnungChartplatzierungen (Jahr, Titel, Platzierungen, Wochen, Auszeichnungen, Anmerkungen) | Höchstplatzierung, Gesamtwochen, AuszeichnungChartplatzierungen (Jahr, Titel, Platzierungen, Wochen, Auszeichnungen, Anmerkungen) | Höchstplatzierung, Gesamtwochen, AuszeichnungChartplatzierungen (Jahr, Titel, Platzierungen, Wochen, Auszeichnungen, Anmerkungen) | Höchstplatzierung, Gesamtwochen, AuszeichnungChartplatzierungen (Jahr, Titel, Platzierungen, Wochen, Auszeichnungen, Anmerkungen) | Höchstplatzierung, Gesamtwochen, AuszeichnungChartplatzierungen (Jahr, Titel, Platzierungen, Wochen, Auszeichnungen, Anmerkungen) | Höchstplatzierung, Gesamtwochen, AuszeichnungChartplatzierungen (Jahr, Titel, Platzierungen, Wochen, Auszeichnungen, Anmerkungen) | Anmerkungen |
| Jahr | Titel                  | DE | AT | CH | UK | US | R&B | Anmerkungen |
| ---- | ---------------------- | --- | --- | --- | --- | --- | --- | --- |
| 1986 | King of Stage          | — | — | — | UK40 (6 Wo.)UK | US88 (17 Wo.)US | R&B12 (24 Wo.)R&B | Erstveröffentlichung: 17. November 1986 Charteintritt in UK erst im August 1989 Produzenten: Larry White, Larry Blackmon, John Luongo, Michael Lovesmith, Robert Brookins, Paul Jackson Jr. |
| 1988 | Don’t Be Cruel         | DE26 (9 Wo.)DE | — | — | UK3 ×2Doppelplatin · (41 Wo.)UK                                                                                                   | US1 ×7Siebenfachplatin · (97 Wo.)US                                                                                               | R&B1 (80 Wo.)R&B | Erstveröffentlichung: 5. Juli 1988 Produzenten: Babyface, L.A. Reid, Gene Griffin, Bobby Brown, Larry White                                                                                 |
| 1992 | Bobby                  | DE12 (16 Wo.)DE | AT26 (6 Wo.)AT | CH18 (4 Wo.)CH | UK11 (5 Wo.)UK | US2 ×2Doppelplatin · (43 Wo.)US                                                                                                   | R&B1 (45 Wo.)R&B | Erstveröffentlichung: 25. August 1992 Produzenten: Daryl Simmons, L. A. Reid, Babyface, Teddy Riley                                                                                         |
| 1993 | B. Brown Posse         | — | — | — | — | — | R&B96 (2 Wo.)R&B | Erstveröffentlichung: 27. April 1993 als B. Brown Posse Produzenten: Bobby Brown, Ralph B. Stacy                                                                                            |
| 1995 | Two Can Play That Game | — | — | — | UK24 (4 Wo.)UK | — | — | Erstveröffentlichung: 24. Juli 1995 Produzenten: Teddy Riley, Daryl Simmons, L. A. Reid, Babyface, Bobby Brown                                                                              |
| 1997 | Forever                | DE97 (1 Wo.)DE | — | — | — | US61 (3 Wo.)US | R&B15 (7 Wo.)R&B | Erstveröffentlichung: 4. November 1997 Produzenten: Derrick Garrett, Fred Rosser, Tim & Bob, Derek Allen, Gerald Baillergeau, Victor Merritt                                                |
| 2012 | The Masterpiece        | — | — | — | — | — | R&B41 (1 Wo.)R&B | Erstveröffentlichung: 5. Juni 2012 Produzenten: Ben Franklin, Jared Lee Gosselin, Matt Hennessey                                                                                            |

## Filmografie
| Jahr | Film                              | Rolle              |
| ---- | --------------------------------- | ------------------ |
| 1985 | Krush Groove                      | Er selbst          |
| 1989 | Ghostbusters II                   | Bürgermeisterwache |
| 1990 | Mother Goose Rock ’n’ Rhyme       | Three Blind Mice   |
| 1995 | Panther                           | Rose               |
| 1996 | A Thin Line Between Love and Hate | Tee                |
| 2001 | Two Can Play That Game            | Michael            |
| 2002 | Go for Broke                      | Jive               |
| 2003 | Gang of Roses                     | Left Eye Watkins   |
| 2004 | Nora’s Hair Salon                 | Bennie             |
| 2008 | Nora’s Hair Salon 2: A Cut Above  | Old Man Butter     |